# Jean Welz
Pour les articles homonymes, voir Welz.
Jean Welz (né Hans Max Friedrich Welz ou Johann Max Friedrich Welz), né le 4 mars 1900 à Salzbourg (duché de Salzbourg) et mort en  24 décembre 1975 au Cap en Afrique du Sud, est un architecte en Europe puis il émigre en Afrique du Sud pour une nouvelle vie d'artiste.

## Carrière d'architecte en Europe
Attiré par la musique il hésite avec une carrière de chanteur d'opéra. À 18 ans, il entreprend des études d'architecture à la Kunstgewerbeschule de Vienne où enseignent Oskar Strnad et Josef Hoffmann, chez qui il travaillera par la suite. Son projet pour le pavillon de l'Autriche à l'exposition des Arts Décoratifs de 1925 n'est pas retenu. Blessé par cet échec face à un projet concurrent qui ne lui paraissait pas assez moderne, il dessine cependant des encadrements pour la décoration intérieure du pavillon. Hoffmann l'envoie à Paris pour suivre le chantier et il ne retournera plus en Autriche.
Il devient assistant d'Adolf Loos avec qui il travaille sur la construction de la maison de Tristan Tzara. Assidu aux expositions parisiennes et au Musée du Louvre, il découvre le travail de Pablo Picasso qui aura une influence durable sur sa seconde carrière. Après des collaborations épisodiques chez Le Corbusier ou Robert Mallet-Stevens, il commence fin 1927 à travailler assez régulièrement pour Raymond Fischer jusqu'en 1935.
Son œuvre personnelle se réduit à deux constructions et trois projets montrant « une surprenante maîtrise de la recherche moderniste et de l'exploration des géométries aléatoires ».
- Sur la droite de la mairie d'Épinay-sur-Seine, l'actuelle maison de la justice et de droit occupe la maison Landau. Cette ancienne demeure d'un particulier est constituée d'un parallélépipède percé de trois grandes baies carrées. Un appendice de deux niveaux se situe légèrement en retrait[2].

- Dans le 19e arrondissement de Paris, perchée sur la butte Bergeyre, on peut voir la villa Zilvelli de 1933 tel un parallélépipède en béton sur pilotis.

## Artiste en Afrique du Sud
Malgré la stimulation de la vie parisienne, il est conscient du danger représenté par la montée du fascisme pour la liberté d'expression. Aussi, en 1937, il émigre avec son épouse la journaliste danoise Inger Christensen et leur jeune fils vers l'Afrique du Sud.
Il travaille dans l'architecture en relation avec le Département d'architecture de l'Université du Witwatersrand. Atteint de la tuberculose en 1939, il passe sa convalescence au sanatorium Springkell à Modderfontein, où il commence une activité de peintre de paysage, qui lui permet d'exposer à Johannesbourg dès 1940. Il s'installe à Little Karoo cette même année, où il rencontre Hugo Naude avec qui il fonde l'Art Centre de Worcester. Il développe des techniques de travail au pastel, au charbon de bois et à la peinture à l'huile.
Il connaît une rechute de tuberculose en 1968. Il s'installe à la fin de sa vie dans le quartier de Rondebosch au Cap jusqu'à son décès en 1975.

## Expositions
- 1942 : première exposition personnelle, Le Cap
- 1942 : South African Academy New Group Art Exhibitions.
- 1948 : Overseas exhibition of South African Art, Tate Gallery
- 1952 : Van Riebeeck Tercent Exhibition, Le Cap, Venice Bienalle.
- 1953 : Rhodes Centenary Exhibition.
- 1957 : Sao Paulo Bienalle.
- 1966 : Republic Fest Exhibition, Pretoria.
- 1970 : Prestige Retrospective Exhibition, South African National Art Gallery et[ Johannesburg Art Gallery[5]